# Campeonato Equatoriano de Futebol de 2021 – Segunda Divisão
A Série B da LigaPro de 2021 ou Série B do Campeonato Equatoriano de Futebol de 2021, também conhecida oficialmente como LigaPro Serie B 2021, será a 44ª (quadragésima quarta) edição da segunda divisão do futebol equatoriano e a 3ª (terceira) sob a denominação de LigaPro. O torneio será organizado pela Liga Profissional de Futebol do Equador (LigaPro) e contará com a participação de dez times em um sistema de fase única classificatória de pontos corridos. A temporada começará em 5 de março e será concluída em novembro.

## Regulamento

### Sistema de disputa
A Serie B de 2021 será disputada por dez clubes e ocorrerá em fase única classificatória. Nesta fase, os clubes participantes se enfrentarão em dois turnos no sistema de todos contra todos (pontos corridos) com partidas de ida e volta em cada turno, num total de 36 jogos para cada clube. Ao final das 36 rodadas da fase de classificação, os dois primeiros colocados (declarados campeão e vice-campeão, respectivamente) serão promovidos para a Serie A de 2022 e os dois últimos serão rebaixados para a Segunda Categoría de 2022, terceira divisão do futebol equatoriano.

### Critérios de desempate
Em caso de empate no número de pontos ganhos na fase de classificação, serão aplicados os seguintes critérios de desempate, na seguinte ordem:
1. Melhor saldo de gols
2. Mais gols pró (marcados)
3. Mais gols pró (marcados) como visitante
4. Melhor performance em pontos no confronto direto
5. Sorteio

## Participantes

### Informações dos clubes
| Equipe                 | Cidade        | Província     | Estádio (mando)        | Capac. | Título(s)          |
| ---------------------- | ------------- | ------------- | ---------------------- | ------ | ------------------ |
| América de Quito       | Quito         | Pichincha     | Olímpico Atahualpa     | 38 258 | 1 (em 1978)        |
| Atlético Porteño       | Salinas       | Santa Elena   | Los Chirijos           | 15 000 | 0 (nenhum)         |
| Atlético Santo Domingo | Santo Domingo | Santo Domingo | Etho Vega              | 10 172 | 0 (nenhum)         |
| Chacaritas             | Pelileo       | Tungurahua    | Ciudad de Pelileo      | 08 000 | 0 (nenhum)         |
| Cumbayá                | Quito         | Pichincha     | Por definir            |        | 0 (nenhum)         |
| El Nacional            | Quito         | Pichincha     | Olímpico Atahualpa     | 38 258 | 1 (em 1979)        |
| Gualaceo               | Gualaceo      | Azuay         | Gerardo León Pozo      | 03 171 | 0 (nenhum)         |
| Guayaquil Sport        | Guayaquil     | Guayas        | Modelo Alberto Spencer | 42 000 | 0 (nenhum)         |
| Independiente Juniors  | Latacunga     | Cotopaxi      | General Rumiñahui      | 07 233 | 0 (nenhum)         |
| Liga de Portoviejo     | Portoviejo    | Manabí        | Reales Tamarindos      | 21 000 | 5 (último em 2000) |

## Classificação
| Pos | Equipe                 | Pts | J | V | E | D | GP | GC | SG | Classificação                          |
| --- | ---------------------- | --- | - | - | - | - | -- | -- | -- | -------------------------------------- |
| 1   | América de Quito       | 0   | 0 | 0 | 0 | 0 | 0  | 0  | 0  | Campeão — Promovido à Série A de 2022  |
| 2   | Atlético Porteño       | 0   | 0 | 0 | 0 | 0 | 0  | 0  | 0  | Promovido à Série A de 2022            |
| 3   | Atlético Santo Domingo | 0   | 0 | 0 | 0 | 0 | 0  | 0  | 0  |                                        |
| 4   | Chacaritas             | 0   | 0 | 0 | 0 | 0 | 0  | 0  | 0  |                                        |
| 5   | Cumbayá                | 0   | 0 | 0 | 0 | 0 | 0  | 0  | 0  |                                        |
| 6   | El Nacional            | 0   | 0 | 0 | 0 | 0 | 0  | 0  | 0  |                                        |
| 7   | Gualaceo               | 0   | 0 | 0 | 0 | 0 | 0  | 0  | 0  |                                        |
| 8   | Guayaquil Sport        | 0   | 0 | 0 | 0 | 0 | 0  | 0  | 0  |                                        |
| 9   | Independiente Juniors  | 0   | 0 | 0 | 0 | 0 | 0  | 0  | 0  | Rebaixados à Segunda Categoría de 2022 |
| 10  | Liga de Portoviejo     | 0   | 0 | 0 | 0 | 0 | 0  | 0  | 0  | Rebaixados à Segunda Categoría de 2022 |

## Premiação
| Campeonato Equatoriano de Futebol de 2021 LigaPro Serie B de 2021 |
| ----------------------------------------------------------------- |
| A definir Campeão (?º título)                                     |